# Diecezja Istmina-Tadó
Diecezja Istmina-Tadó (łac. Dioecesis Istminana-Taduana, hisz. Diócesis de Istmina-Tadó) – rzymskokatolicka diecezja ze stolicą w Istminie, w Kolumbii. Biskupi Istmina-Tadó są sufraganami arcybiskupów Santa Fe de Antioquia.
W 2023 na terenie diecezji pracowało 7 zakonników i 47 sióstr zakonnych.

## Historia
14 listopada 1952 papież Pius XII bullą Cum Usu Quotidiano erygował wikariat apostolski Istmina. Dotychczas wierni z tych terenów należeli do zlikwidowanej tego dnia prefektury apostolskiej Chocó.
30 kwietnia 1990 papież Jan Paweł II podniósł wikariat apostolski Istmina do rangi diecezji i nadał mu obecną nazwę.

Mapa diecezji

## Ordynariusze

### Wikariusz apostolski Istminy
- Gustavo Posada Peláez MXY (1953 - 1990)

### Biskupi Istmina-Tadó
- Gustavo Posada Peláez MXY (1990 - 1993)
- Alonso Llano Ruiz (1993 - 2010)
- Julio Hernando García Peláez (2010 - 2017)
- Mario de Jesús Álvarez Gómez (od 2018)